# 高句丽建筑

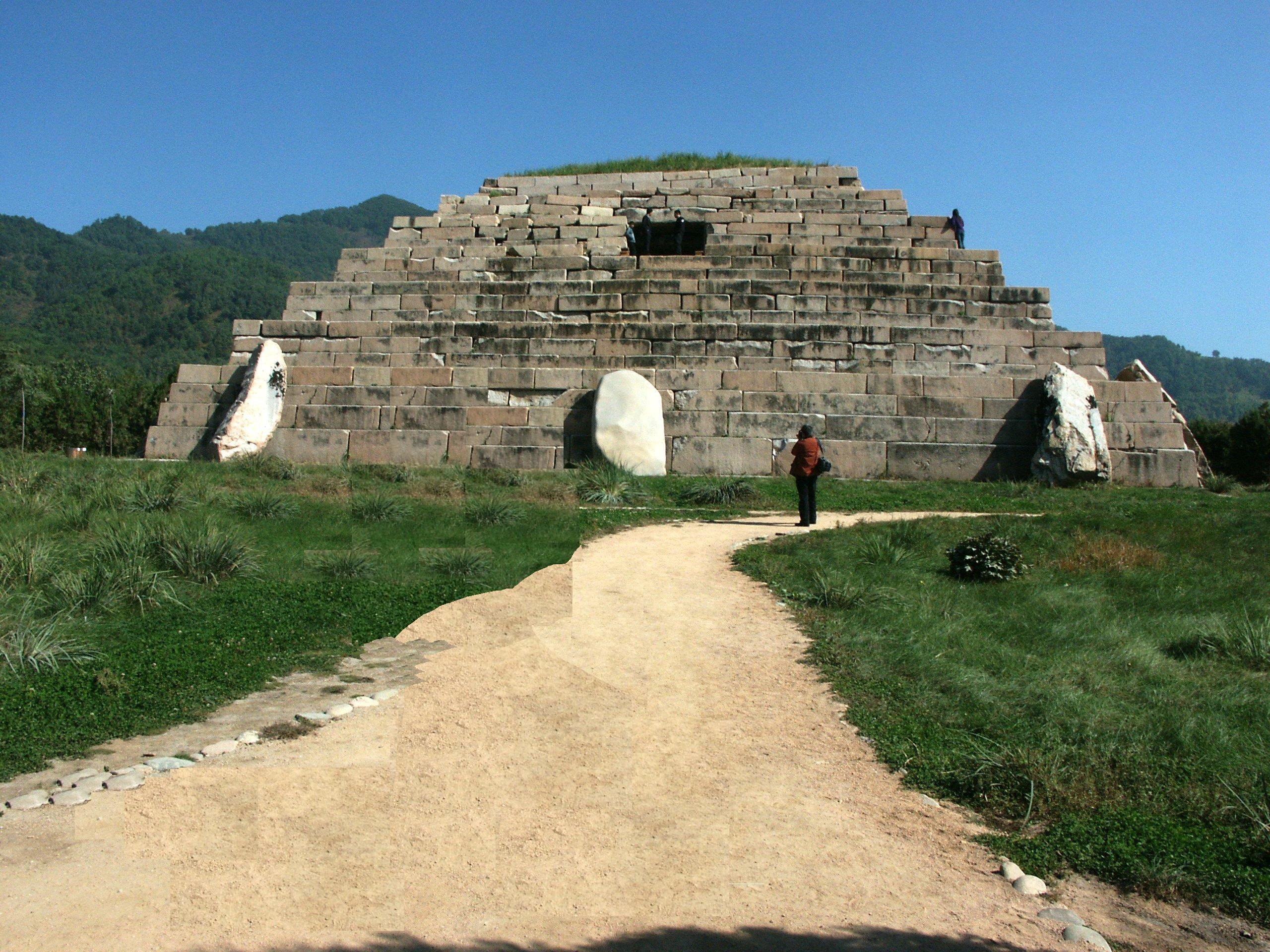
将军坟，位于今中国吉林省集安市。一般认为其墓主是高句丽第20代王长寿王。

高句丽建筑主要包括城池、宫殿、庙宇、民宅、墓葬等；今存遗迹多是城池和墓葬。
其建筑富有浓厚的高句丽地域和文化特色，也受到了汉文化的影响。

## 山城

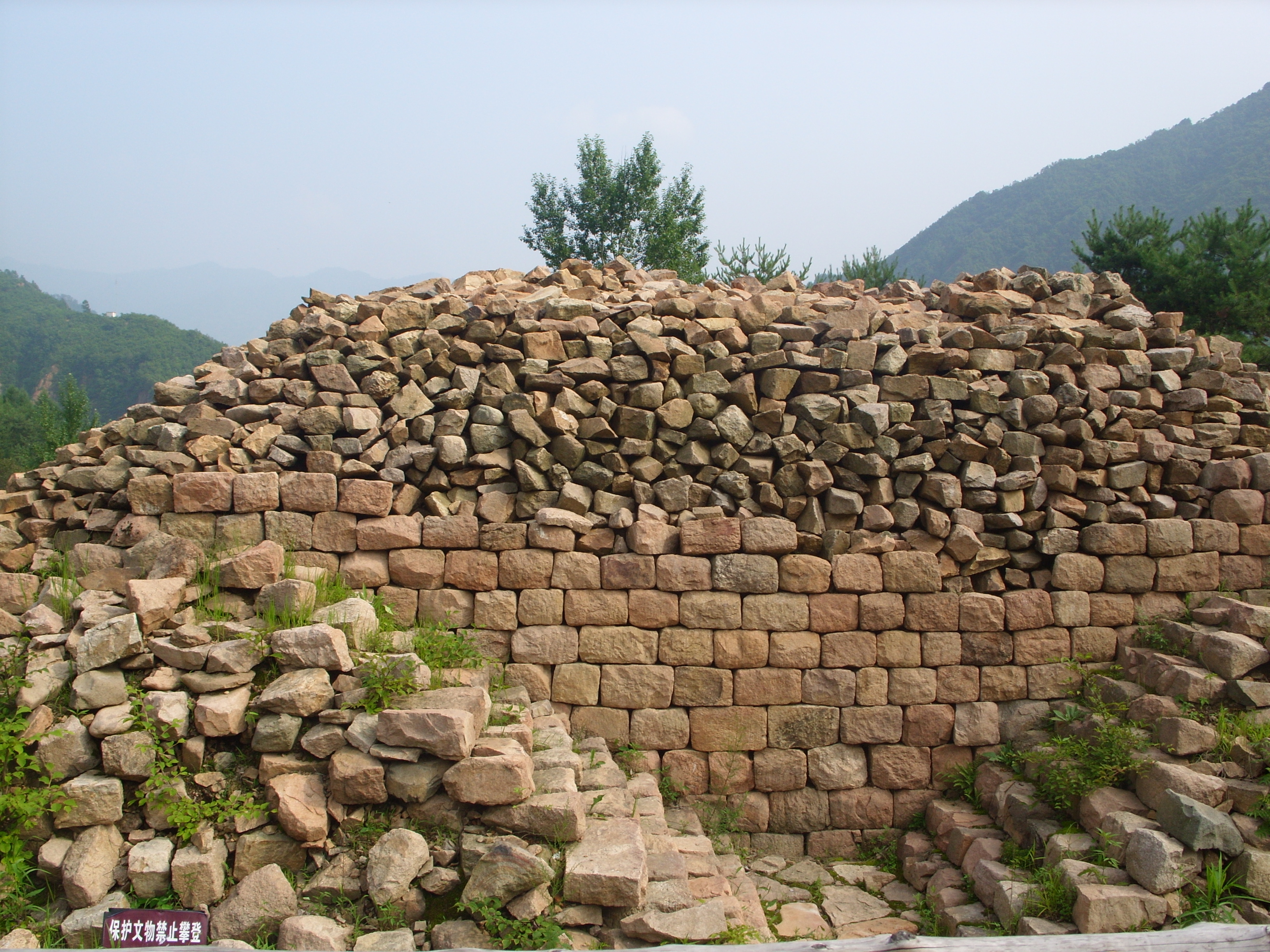
丸都山城遗迹，位于今中国吉林省集安市。

高句丽的城邑分为山城和平原城，前者居多。山城占山据水，处列要津，有很强的军事防御效果。《册府元龟》就记载：“高麗城雉依山……耕夫釋耒，並皆入堡。”平原城则均为其都城，且与山城组合修建，平战结合，如中期都城丸都山城与国内城，后期都城大城山城与安鹤宫。高句丽选用山城的原因，一是因为多山、少良田的客观地理环境，二是因为自建国起便处于长期不断的战争状态。
高句丽山城有石城与土城之分。石城出现较早，贯穿整个历史时期。受汉文化影响而建筑土城一般出现在中后期。:130、241

### 分布
高句丽山城分布于中国辽宁、吉林二省和朝鲜半岛北部。目前基本得到确认的高句丽山城约有100余座。其中中国境内有99座（辽宁省68座，吉林省31座）:70-97
总体来看，高句丽山城分布在五个区域：:239-240
- 浑江流域、鸭绿江中游地区。即高句丽初、中期活动腹地及周边，包括前期都城五女山城（位于今辽宁桓仁）和中期都城丸都山城（位于今吉林集安）。
- 辽东半岛南端至辽河平原北部一线，以及辽东半岛东部沿海。即高句丽后期西部防线，唐丽战争的重要战场。
- 辽东至大同江流域一线。即高句丽后期迁都后通往中原的通道，包括后期都城大城山城（位于今朝鲜平壤）。
- 大同江以南。即高句丽南向扩张中保卫平壤城不受百济侵扰的一系列山城。
- 第二松花江流域、图们江流域至朝鲜半岛东北部。即后来臣服于高句丽的夫余、沃沮、濊貊等政权/部族的活动区域。

## 千里长城
高句丽政权在荣留王十四年（631）到宝藏王五年（646），为阻挡唐朝的征伐，耗时16年修筑了一条千里长城。
其记载见于《舊唐書·高麗傳》：“建武懼伐其國，乃築長城，東北自扶餘城，西南至海，千有餘里。”《三國史記·高句麗本紀》更为详细：“榮留王……十四年……春二月，王動衆築長城，東北自扶餘城，東南至海，千有餘里，凡一十六年畢功。”
但对千里长城的位置和形式，学界仍存在分歧。一些学者认为，文献中记载的长城是确实存在的城墙，大体从今吉林市出发沿辽河东岸至营口海滨；今天吉林省内的怀德镇老边岗遗址就是其遗址。另一些学者则认为，千里长城指的是一道防线，即从辽河平原北部至辽东半岛南端、东北至西南走向、各个山城相连、大小山城相互依托而形成的宏观上的山城防御体系。

## 墓葬

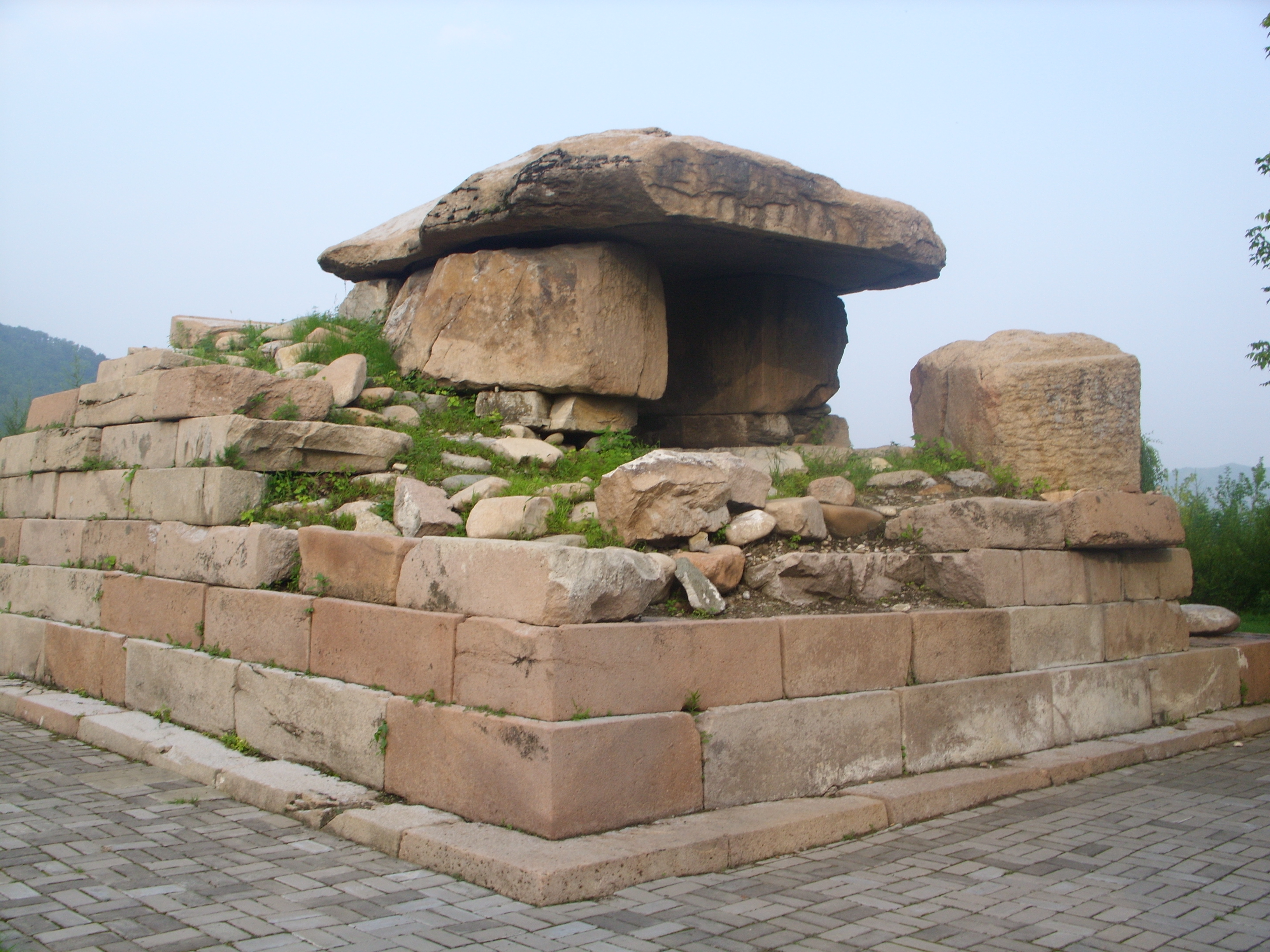
将军坟一号陪冢。

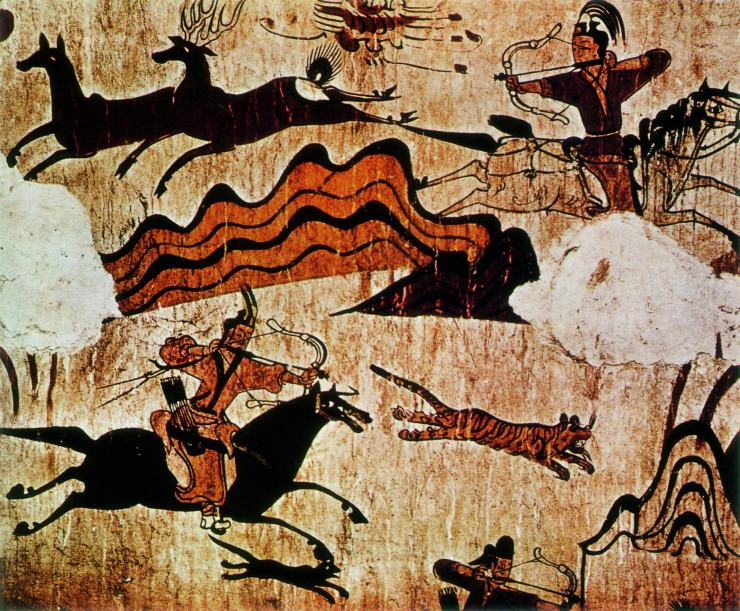
高句丽墓壁画。

高句丽习俗重视丧葬。《三國志·高句麗傳》记载：“男女已嫁娶，便稍作送終之衣。厚葬，金銀財幣，盡於送死，積石爲封，列種松柏。”
高句丽墓葬最初“积石为封”，为简单的无坛石扩墓，即不甚规整的封石堆。后来在外部结构上出现了变化，四周堆砌一层规整的台阶，或在其上继续堆砌多层逐渐收拢的台阶，由无坛变为方坛或方坛阶梯。在内部结构上也产生了变化，增加了墓道、墓室和盖顶石，由石扩墓变成了石室墓。将军坟及其一号陪冢（位于今吉林集安）都是方坛阶梯石室墓的典型代表。:244-245
公元5世纪后，高句丽墓葬受到汉文化的影响，积石墓终被封土墓代替。大型封土墓内部多有壁画。:245、247

## 宫庙宅署
《三國志·高句麗傳》记载：“其俗節食，好治宮室，於所居之左右立大屋，祭鬼神，又祀靈星、社稷。”《舊唐書·高麗傳》记载：“其所居必依山谷，皆以茅草葺舍，唯佛寺、神廟及王宮、官府乃用瓦。其俗貧窶者多，冬月皆作長坑，下燃；煴火以取暖。”即高句丽的王宫、庙宇、衙署为铺瓦的土木建筑，民宅则结草为庐；屋外有祭祀用的大屋，屋内设有冬季取暖用的火炕。
高句丽的宫殿、庙宇、衙署和民宅，今无完整遗存，只留有部分遗址。宫殿遗址有丸都山城内的宫殿址。:241佛寺遗址有平壤的金刚寺、中兴寺等遗址。:248祀庙遗址有集安东台子建筑址。衙署遗址有安鹤宫遗址。

## 现状与保护
中国桓仁、集安的高句丽王城、王陵及贵族墓葬和朝鲜平壤、南浦的高句丽墓葬群分别登录了世界文化遗产。
洞沟古墓群、丸都山城与国内城、五女山山城和凤凰山山城等为中国全国重点文物保护单位。